# Arcidiocesi di Lilla
L'arcidiocesi di Lilla (in latino: Archidioecesis Insulensis) è una sede metropolitana della Chiesa cattolica in Francia. Nel 2021 contava 1.131.415 battezzati su 1.642.330 abitanti. È retta dall'arcivescovo Laurent Le Boulc'h.

## Territorio
L'arcidiocesi comprende gli arrondissement dipartimentali di Lilla e di Dunkerque nella parte settentrionale del dipartimento francese del Nord.
Sede arcivescovile è la città di Lilla, dove si trova la basilica cattedrale di Notre-Dame-de-la-Treille.
Il territorio si estende su 2.288 km² ed è suddiviso in 106 parrocchie, raggruppate in 14 decanati: litorale ovest di Dunkerque, litorale est di Dunkerque, Moulins de Flandre, Coeur de Flandre, Lys e Deûle, Hauts de Lys, Tourcoing - Neuville, Roubaix, Le Baroeul, Rives de la Deûle, Lilla, Haubourdin - Weppes, Mélantois, Pévèle - Carembault.

### Provincia ecclesiastica
La provincia ecclesiastica di Lilla, istituita nel 2008 e comprensiva della regione del Nord-Passo di Calais, comprende 2 suffraganee:
- l'arcidiocesi di Cambrai;
- la diocesi di Arras.

## Storia
La diocesi è stata eretta il 25 ottobre 1913 con la bolla Consistoriali decreto di papa Pio X, ricavandone il territorio dall'arcidiocesi di Cambrai. Questo territorio, fino al 1801, era appartenuto a quattro diverse diocesi: Tournai, Arras, Saint-Omer e Ypres. Originariamente era suffraganea dell'arcidiocesi di Cambrai.
Il 29 marzo 2008 è stata elevata al rango di arcidiocesi metropolitana con la bolla In Gallia di papa Benedetto XVI.

## Cronotassi dei vescovi
Si omettono i periodi di sede vacante non superiori ai 2 anni o non storicamente accertati.
- Alexis-Armand Charost † (21 novembre 1913 - 18 giugno 1920 nominato arcivescovo coadiutore di Rennes[2])
- Hector-Raphaël Quilliet † (18 giugno 1920 - 23 marzo 1928 dimesso[3])
- Achille Liénart † (6 ottobre 1928 - 7 marzo 1968 ritirato)
- Adrien-Edmond-Maurice Gand † (7 marzo 1968 succeduto - 13 agosto 1983 ritirato)
- Jean-Félix-Albert-Marie Vilnet † (13 agosto 1983 - 2 luglio 1998 ritirato)
- Gérard Denis Auguste Defois (2 luglio 1998 - 1º febbraio 2008 ritirato)
- Laurent Ulrich (1º febbraio 2008 - 26 aprile 2022 nominato arcivescovo di Parigi)
- Laurent Le Boulc'h, dal 1º aprile 2023

## Statistiche
L'arcidiocesi nel 2021 su una popolazione di 1.642.330 persone contava 1.131.415 battezzati, corrispondenti al 68,9% del totale.
| anno | popolazione | popolazione | popolazione | presbiteri | presbiteri | presbiteri | presbiteri                | diaconi | religiosi | religiosi | parrocchie |
| anno | battezzati  | totale      | %           | numero     | secolari   | regolari   | battezzati per presbitero | diaconi | uomini    | donne     | parrocchie |
| ---- | ----------- | ----------- | ----------- | ---------- | ---------- | ---------- | ------------------------- | ------- | --------- | --------- | ---------- |
| 1950 | ?           | 1.077.399   | ?           | 1.750      | 1.569      | 181        | ?                         |         |           |           | 147        |
| 1970 | 1.250.000   | 1.410.674   | 88,6        | 1.320      | 1.096      | 224        | 946                       |         | 224       | 2.910     | 397        |
| 1980 | 1.310.000   | 1.500.500   | 87,3        | 1.282      | 1.062      | 220        | 1.021                     | 5       | 360       | 1.983     | 396        |
| 1990 | 1.200.400   | 1.500.500   | 80,0        | 960        | 772        | 188        | 1.250                     | 17      | 314       | 1.410     | 393        |
| 1999 | 804.230     | 1.527.950   | 52,6        | 704        | 566        | 138        | 1.142                     | 41      | 408       | 995       | 199        |
| 2000 | 820.000     | 1.557.877   | 52,6        | 713        | 569        | 144        | 1.150                     | 43      | 321       | 922       | 190        |
| 2001 | 1.050.000   | 1.557.877   | 67,4        | 721        | 585        | 136        | 1.456                     | 47      | 322       | 847       | 167        |
| 2002 | 1.050.000   | 1.558.000   | 67,4        | 660        | 532        | 128        | 1.590                     | 54      | 291       | 818       | 162        |
| 2003 | 1.060.000   | 1.558.000   | 68,0        | 637        | 516        | 121        | 1.664                     | 55      | 253       | 795       | 149        |
| 2004 | 1.060.000   | 1.558.000   | 68,0        | 624        | 498        | 126        | 1.698                     | 52      | 284       | 763       | 137        |
| 2013 | 1.090.000   | 1.647.000   | 66,2        | 438        | 350        | 88         | 2.488                     | 74      | 220       | 527       | 111        |
| 2016 | 1.103.617   | 1.594.516   | 69,2        | 393        | 310        | 83         | 2.808                     | 87      | 187       | 484       | 109        |
| 2019 | 1.135.000   | 1.647.519   | 68,9        | 339        | 258        | 81         | 3.348                     | 103     | 164       | 364       | 108        |
| 2021 | 1.131.415   | 1.642.330   | 68,9        | 303        | 246        | 57         | 3.734                     | 104     | 120       | 324       | 106        |

## Galleria d'immagini

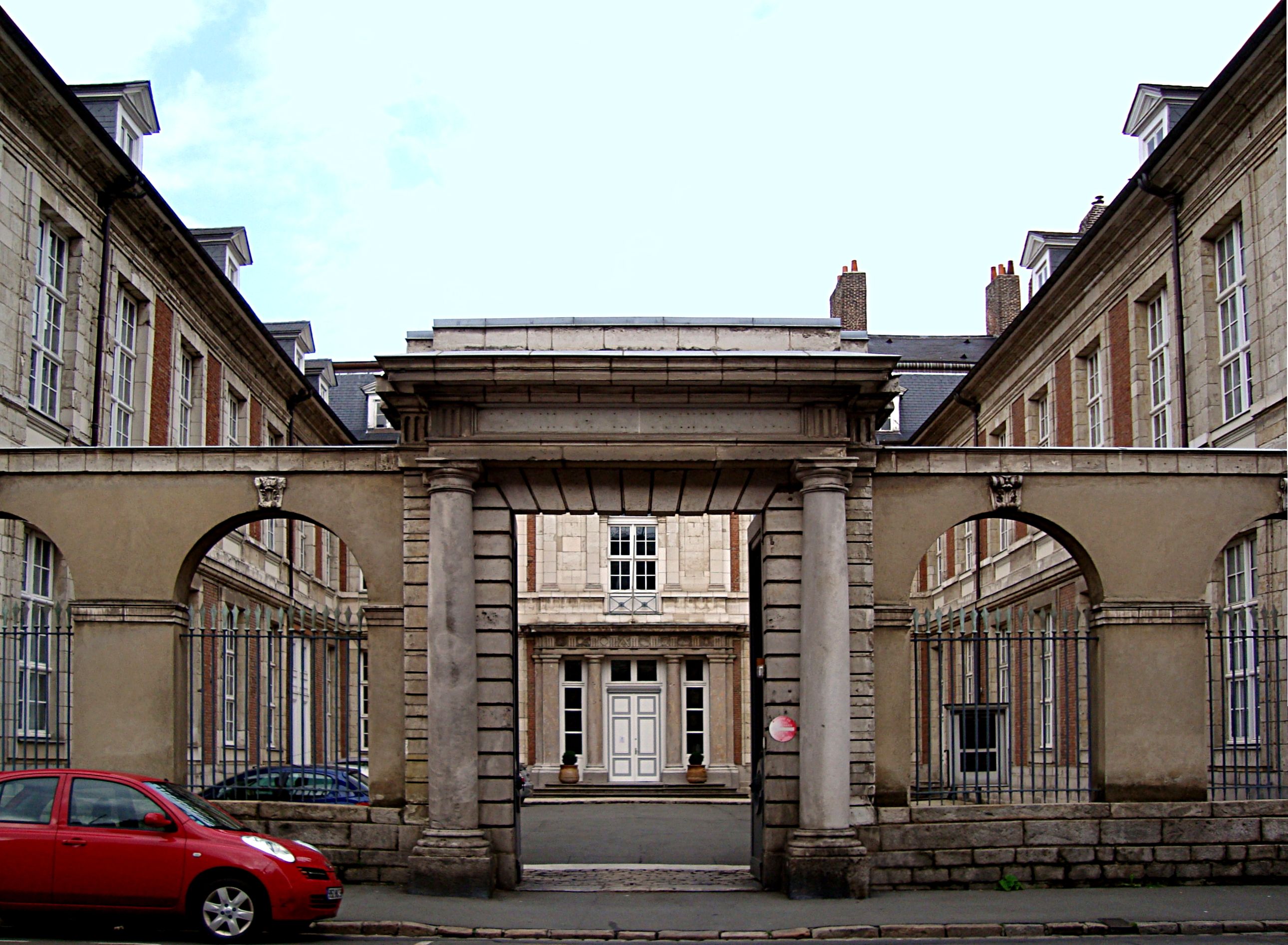
Il palazzo episcopale di Lilla.
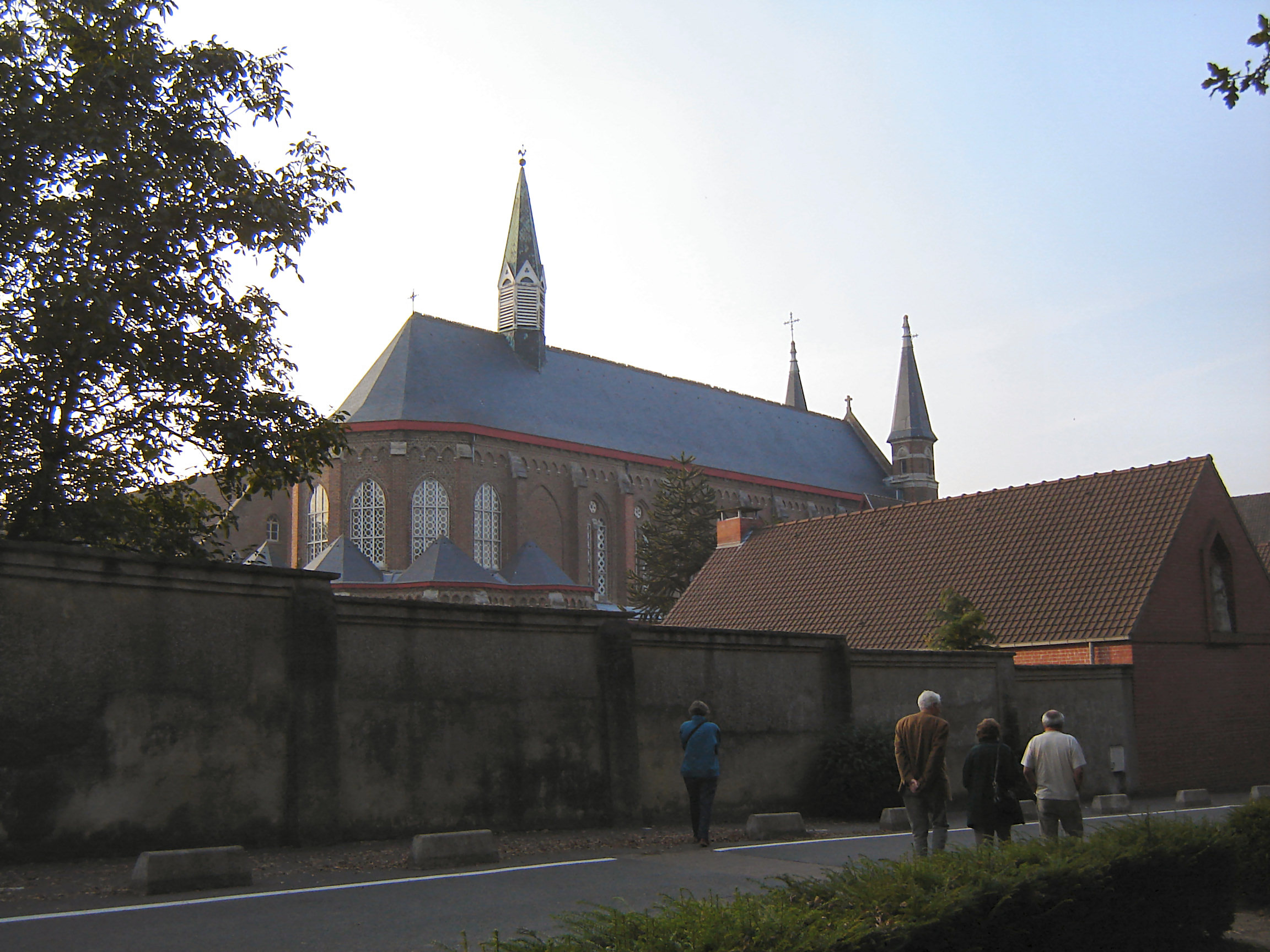
L'abbazia Sainte Marie du Mont des Cats.